# Îles Seribu

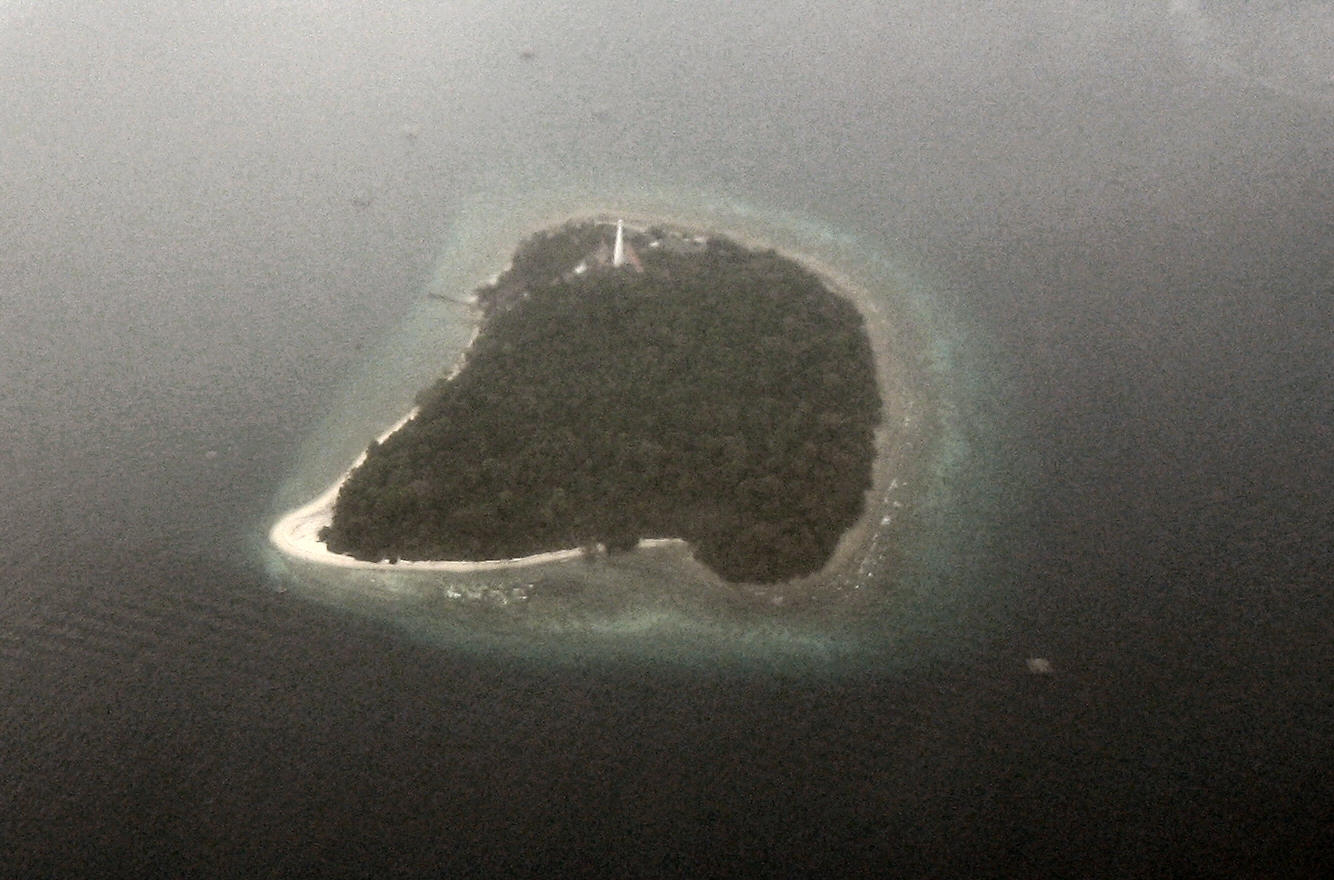
Une des îles Seribu

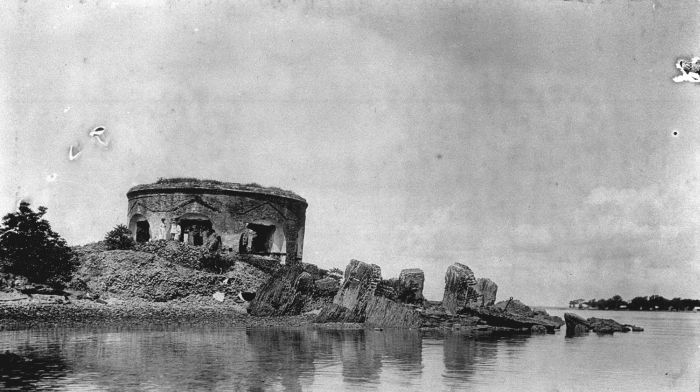
Ruines du fort portugais sur l'île de Kerkhof (1917)

Les îles Seribu, en indonésien Kepulauan Seribu, connues aussi sous le nom de « mille îles », sont une chapelet d’îles de la mer de Java s'étendant sur un axe nord-sud de 45 km au large de la capitale de l'Indonésie, Jakarta.

## Disposition
L'archipel se compose d’un chapelet de 342 îles, y compris les îles de sable et les récifs coralliens, s’étendant au nord de la baie de Jakarta Ouest. L’île de Pramuka est le siège du Kepulauan. 
Un décret stipule que 36 îles peuvent être utilisées pour les loisirs. Parmi celles-ci, seules 13 îles sont entièrement développées : 11 îles abritent des stations balnéaires et deux îles sont des parcs historiques. Vingt-trois sont des propriétés privées et ne sont pas ouvertes au public. Le reste des îles est soit inhabité, soit abrite un village de pêcheurs.

## Administration

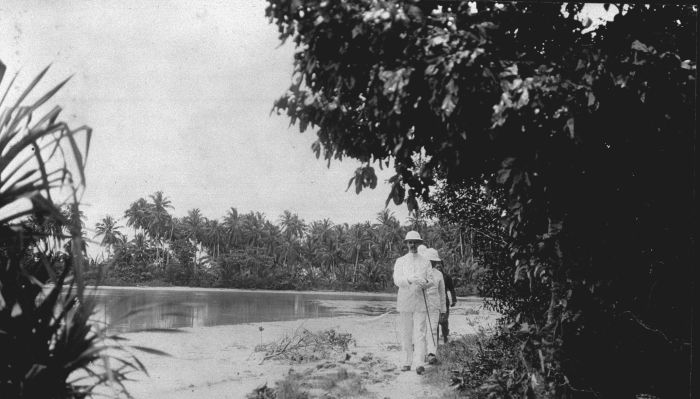
Le resident de Batavia, M. de Roo de la Faille, en visite sur l'île de Kelapa (1917)

Les îles Seribu font partie du territoire de Jakarta (DKI). En 1999, elles ont acquis le statut de « kabupaten administratif ». Ceci veut dire qu'elles n'ont pas d'assemblée territoriale et ne bénéficie pas du statut d'autonomie régionale.

## Tourisme
Ces îles ont un écosystème assez unique.
Contrairement à ce que son nom peut laisser penser, l’archipel des Mille Îles n'a que 105 îles au total, avec une surface terrestre d’environ 8,7 km2, dont seules 11 sont habitées. La population est de plus de 20 000 habitants, l’île de Panggang étant la plus peuplée. Les principales îles sont :

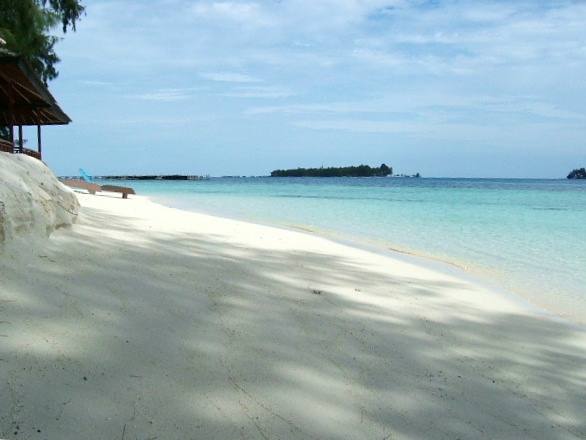
Sepa, une des Seribu

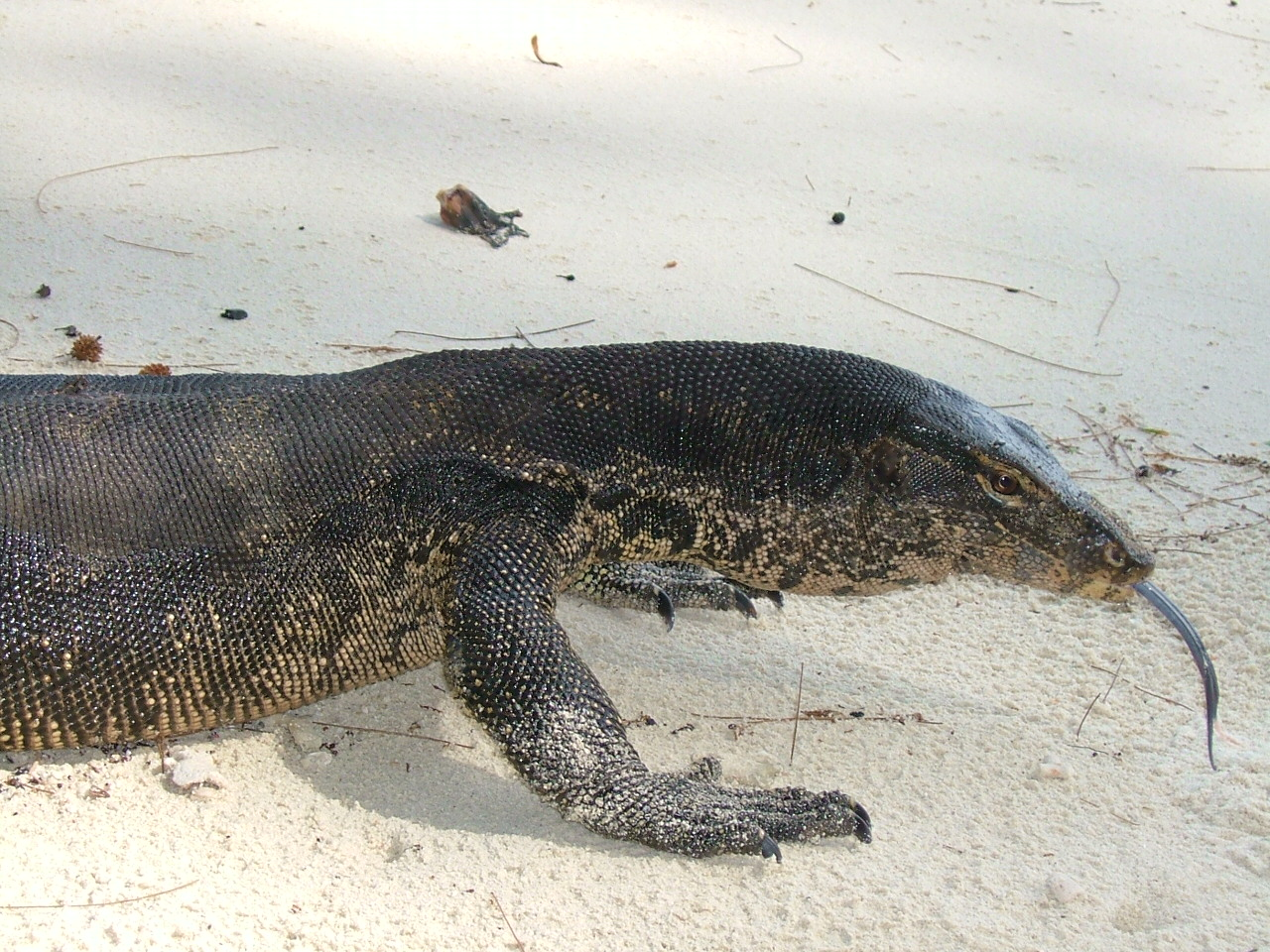
Varan malais (Varanus salvator) des îles Seribu

- Bidadari
- Ayer
- Bira Besar
- Lancong Besar
- Payung Besar
- Pramuka
- Cipir
- Kelapa
- Edam
- Macan Besar
- Harapan
- Karya
- Kelor
- Kotok
- Untung Jawa
- Onrust
- Panggang
- Pantara
- Pelangi
- Sebira
- Sepa
- Pari
- Tidung.

## Économie
L'économie des Mille Îles repose surtout sur la pêche et la pisciculture, mais depuis que la surexploitation de la pêche a fait baisser le prix de vente, apparaît une économie basée sur le tourisme. L'île de Bintang (Pulau Bintang) est un bon exemple d'union de ces trois types d'activités.

## Tourisme
L'archipel est un lieu de pratique de la plongée sous-marine.